# They Came to Cordura
They came to Cordura (bra: Heróis de Barro; prt: Heróis de Cordura) é um filme estadunidense de 1959, do gênero aventura dramático-histórica, dirigido por Robert Rossen, com roteiro dele e Ivan Moffat baseado no livro They Came to Cordura, de Glendon Swarthout.

## Sinopse
Em 1916, durante uma expedição do Exército americano ao México, o major Thomas Thorn tem como missão descobrir potenciais merecedores da medalha de heroísmo do Congresso. Ao distinguir cinco homens, torna-se responsável por trazê-los a salvo para a base militar de Cordura, onde serão condecorados por bravura. A dureza da jornada revelará, no entanto, que muito daquele heroísmo tem outras motivações.

## Elenco
- Gary Cooper ....... major Thomas Thorn
- Rita Hayworth ....... Adelaide Geary
- Van Heflin ....... sargento John Chawk
- Tab Hunter ....... tenente William Fowler
- Richard Conte ....... Cpl. Milo Trubee
- Michael Callan ....... soldado Andrew Hetherington
- Dick York ....... soldado Renziehausen
- Robert Keith ....... coronel Rogers
- Carlos Romero ....... Arreaga
- Jim Bannon ....... capitão Paltz
- Edward Platt ....... coronel DeRose